# NGC 2565
NGC 2565 (другие обозначения — UGC 4334, IRAS08168+2211, MCG 4-20-26, ZWG 119.57, MK 386, KUG 0816+221B, PGC 23362) — галактика в созвездии Рак.
Этот объект входит в число перечисленных в оригинальной редакции «Нового общего каталога».
В галактике вспыхнула сверхновая SN 1960M, её пиковая видимая звездная величина составила 15,7.
Галактика NGC 2565 входит в состав группы галактик NGC 2545. Помимо NGC 2565 в группу также входят NGC 2545, UGC 4308, CGCG 119-44 и CGCG 119-56.
В галактике наблюдается повышенное ультрафиолетовое излучение, и потому её относят к галактикам Маркаряна. Причиной является всплеск звездообразования из-за взаимодействия с соседними галактиками.